# Abbaye Saint-Pierre-aux-Liens de Joncels
L'abbaye Saint-Pierre-aux-Liens de Joncels est une ancienne abbaye romane située à Joncels dans le département français de l'Hérault en région Occitanie.
Fondée probablement au VIIe siècle, l'abbaye a dépendu de l'abbaye de Psalmody du Xe au  XIIe siècle et a également été rattachée à l'abbaye Saint-Victor de Marseille au XIVe siècle.
Il ne reste aujourd'hui, de ce qui fut au Moyen Âge une des abbayes les plus importantes du Languedoc et un des plus anciens monastères de la région, que l'église, la salle capitulaire et une partie du cloître. 

## Toponymie
L'abbaye Saint-Pierre-aux-Liens est mentionnée sous le nom de Monasterium Juncellense en 909, Sanctus Petrus de Joncellos en 961, Abbatia de Juncels en 1118, Abbatia monasterium Sancti Petri de Juncellis en 1178 et Abbas Jussellensis en 1323.

## Historique
L'ancienne abbaye bénédictine Saint-Pierre-aux-Liens de Joncels est un des plus anciens monastères de la région et une des abbayes les plus importantes du Languedoc,.
Elle aurait été fondée au VIIe siècle par les Bénédictins,,,.
Détruite par les Sarrasins, elle est rétablie en 851 à la prière de Benoît, abbé, par Pépin II, roi d'Aquitaine, qui la prend sous sa protection et la gratifie du territoire de Joncels, qui, plus tard, lui a donné son nom. Le roi des Francs Eudes confirme la charte de Pépin en 890,,.
Dès 909, le monastère est uni à celui de Psalmody, situé dans le Gard, ainsi que le prouve un diplôme du roi Charles le Simple confirmant les biens de l'un et de l'autre monastère,. Malgré les tentatives faites par les religieux de Joncels pour se soustraire à cette union, ils ne peuvent redevenir indépendants de Psalmody qu'en 1139,.
Au Xe siècle le monastère est en ruines : saint Fulcran, évêque de Lodève, le rétablit et lui lègue en 949 plusieurs terres qu'il possède dans le Rouergue,.
En 1366, une bulle du pape Urbain V soumet l'abbaye de Joncels à celle de Saint-Victor de Marseille,,.
À la fin du XVIe siècle, durant les guerres de Religion, les calvinistes pillent et détruisent presque entièrement l'abbaye : tous les monuments qui y étaient conservés sont alors dispersés. 
Le monastère est restauré au XVIIe siècle et devient l'église paroissiale à la Révolution française, les bâtiments conventuels étant vendus à des particuliers,,,. Le cloître en grès rose est alors converti en habitat et son jardin devient la place du village,.

## Statut patrimonial
Après avoir fait l'objet d'une inscription en 1926 et d'une radiation en 1938, l'église, le cloître et la galerie font à nouveau l'objet d'une inscription au titre des monuments historiques depuis le 1er septembre 1988.

## Architecture

### Église abbatiale
L'église conserve un haut chevet carré fortifié dont la maçonnerie en pierre de taille assemblée en grand appareil est percée sur les faces nord et est de grandes baies de style ogival logées sous d'immenses arcs de décharge jouant le rôle de mâchicoulis.
Cette tour tronquée qui surmonte le chœur de l'église est couverte d'un toit à quatre versants ardoises et flanquée au sud de hautes annexes couvertes d'un toit en appentis de tuiles orange.

Le clocher
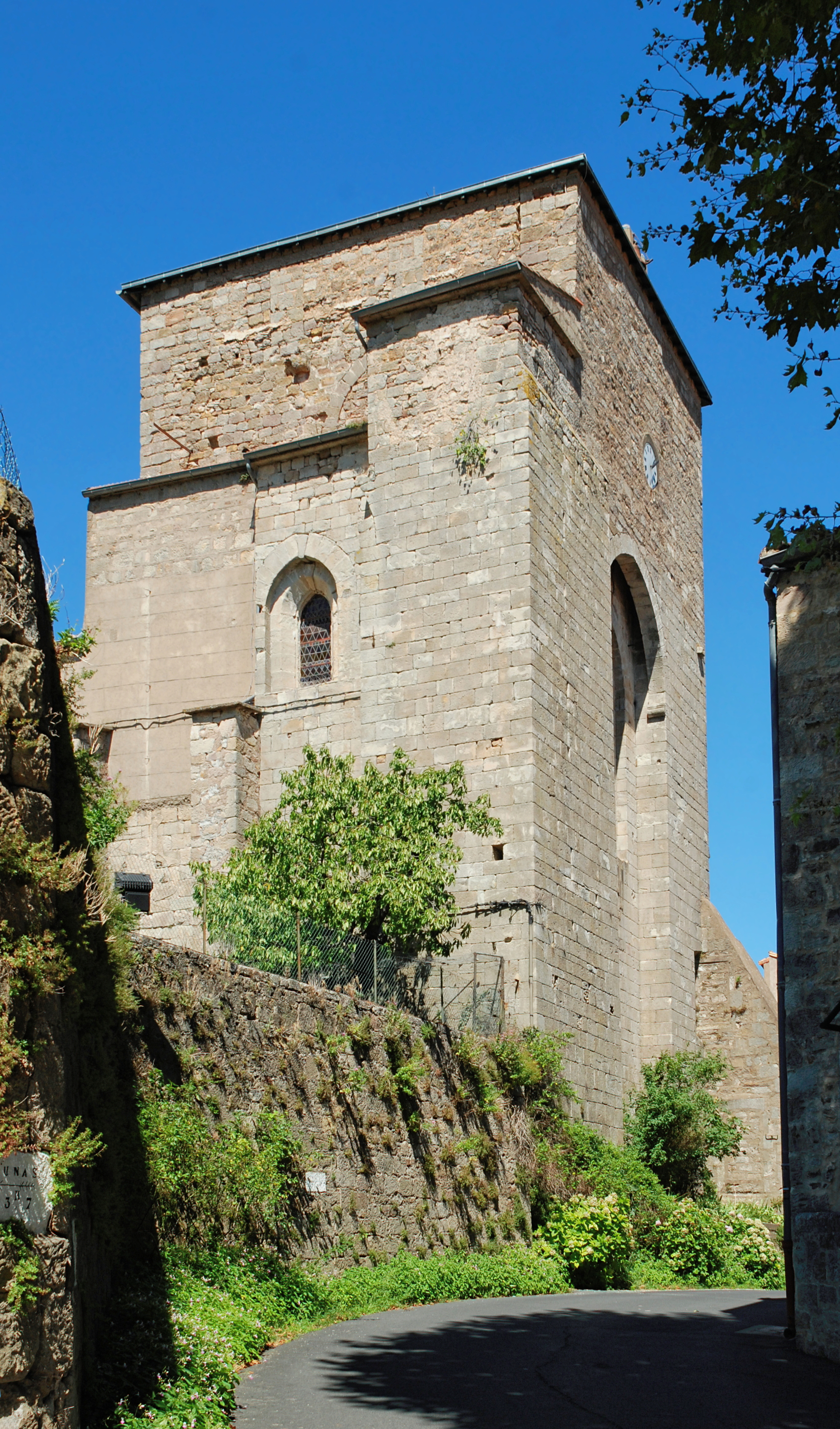
Le clocher vu depuis la Grand-Rue.
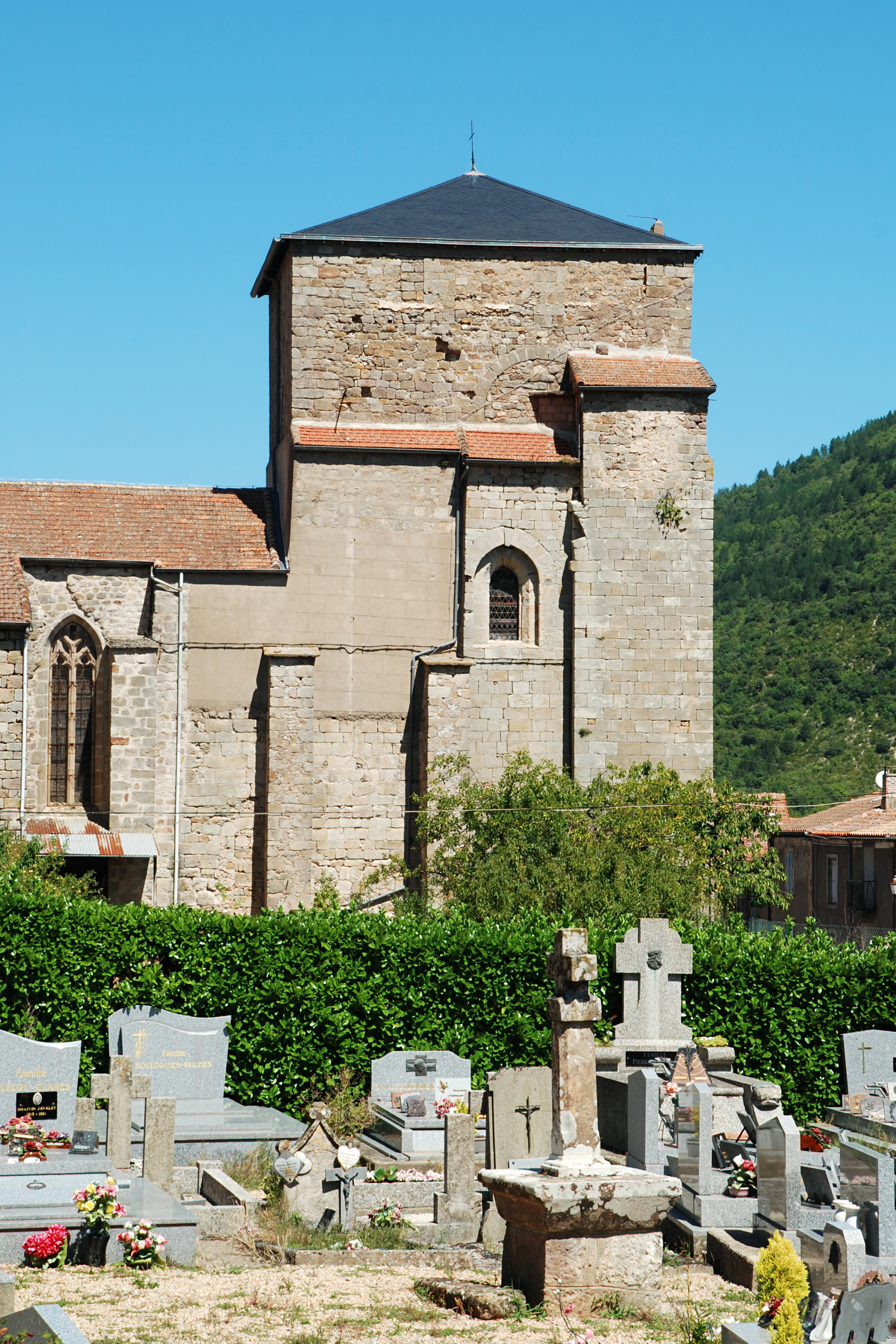
Le clocher vu depuis le cimetière, au sud.
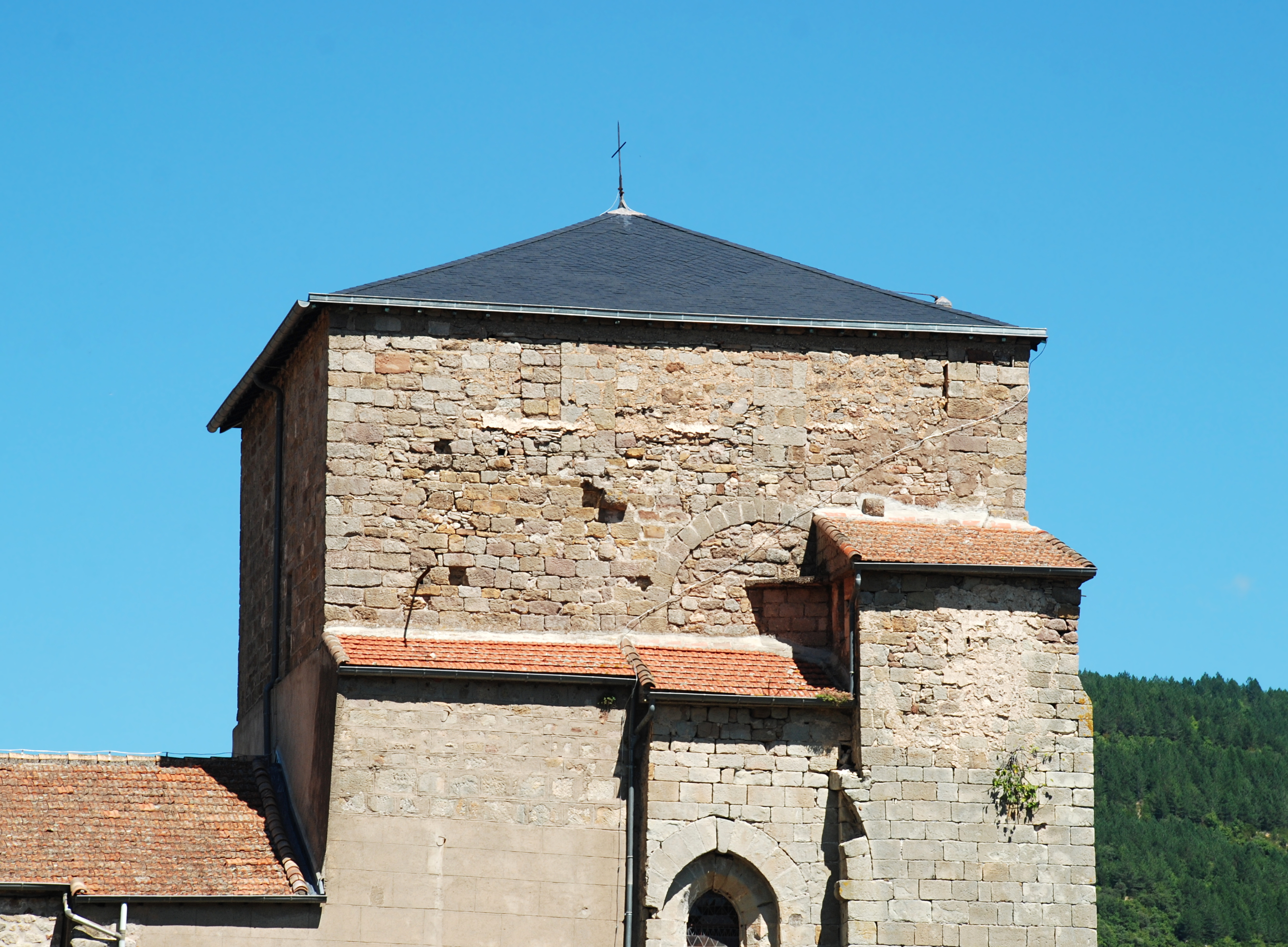
Le sommet tronqué du clocher.
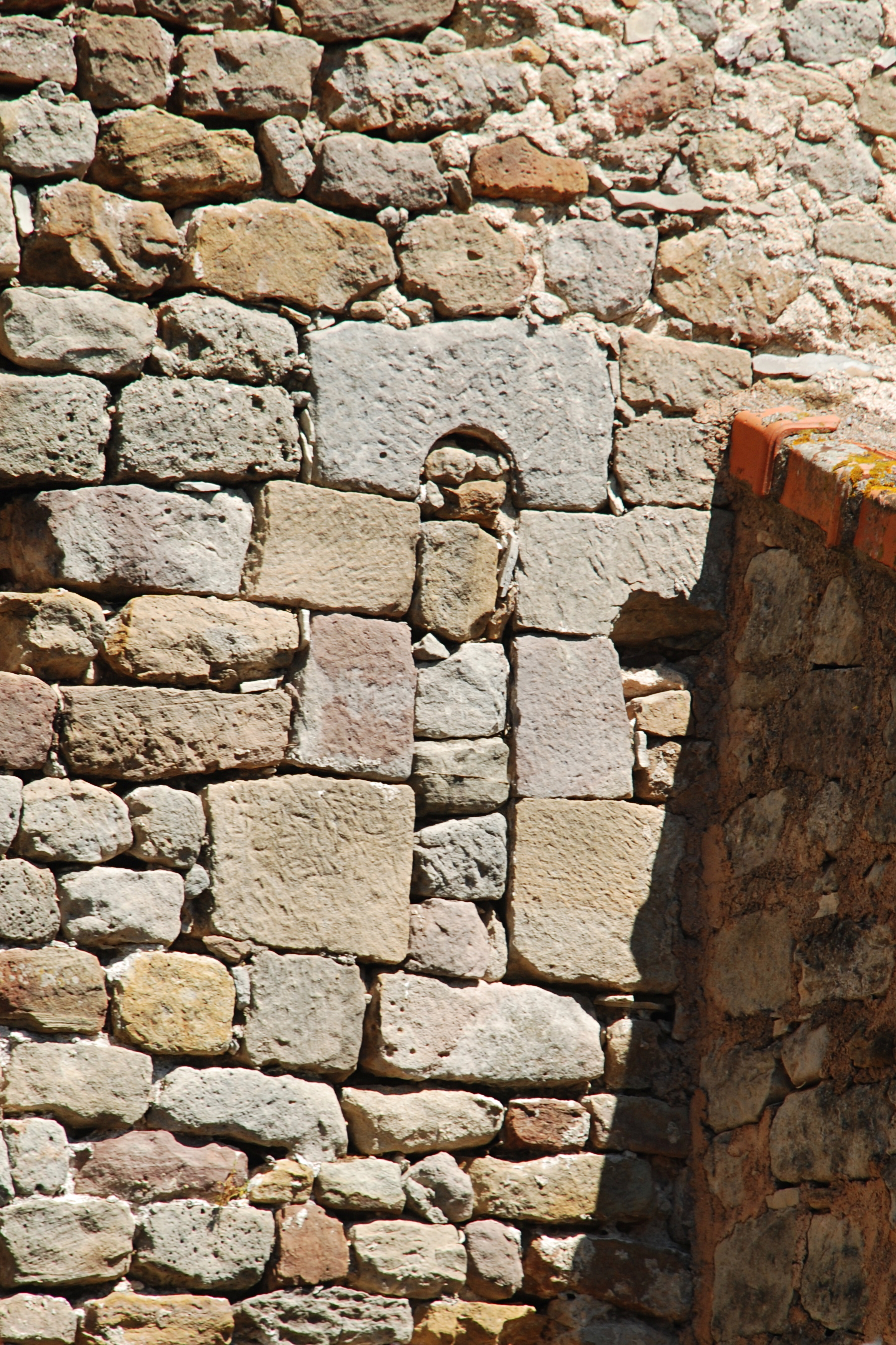
Baie murée.

### Cloître
La place située au nord de l'église conserve les vestiges de l'ancien cloître roman en grès rose,.
La galerie ouest, réduite à deux travées de quatre arcatures chacune, alterne piliers et colonnettes géminées à chapiteaux sculptés, et remonte au XIIe siècle,.
Le côté oriental du cloître est sévèrement amputé. Il n'en reste qu'une partie de la salle capitulaire romane, qui sert de sacristie, et sa belle porte. « Construite également au XIIe siècle, l'accès se fait par l'extérieur par une porte couronnée d'une archivolte torique, encadrée d'une frise de dents de scie et de pointes de diamant. Les colonnettes qui la cantonnaient ont disparu avec leurs chapiteaux ».
La galerie nord, de style classique, date du début du XVIIIe siècle.

Le cloître, partiellement roman et partiellement classique
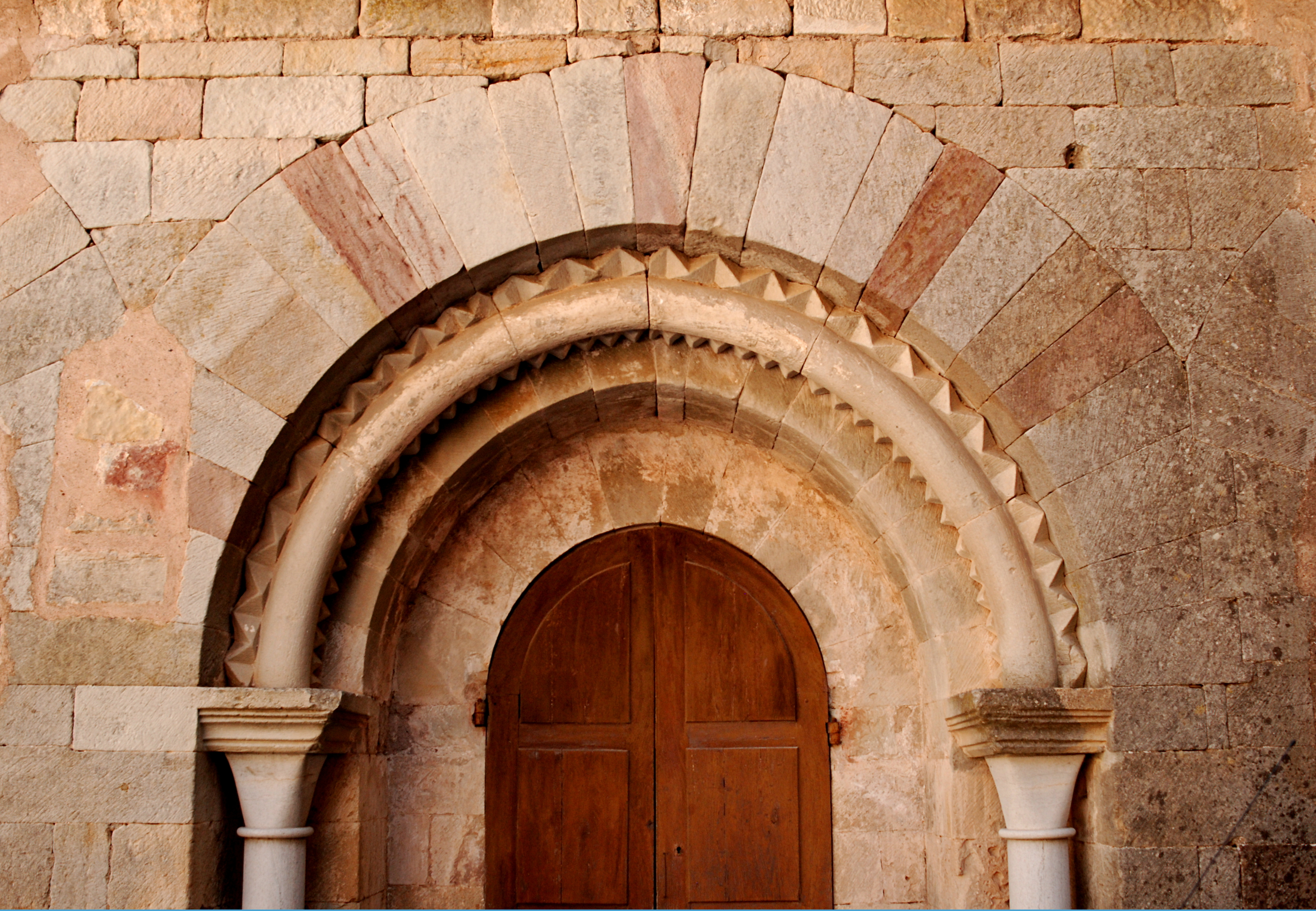
L'arc de la porte de la salle capitulaire.
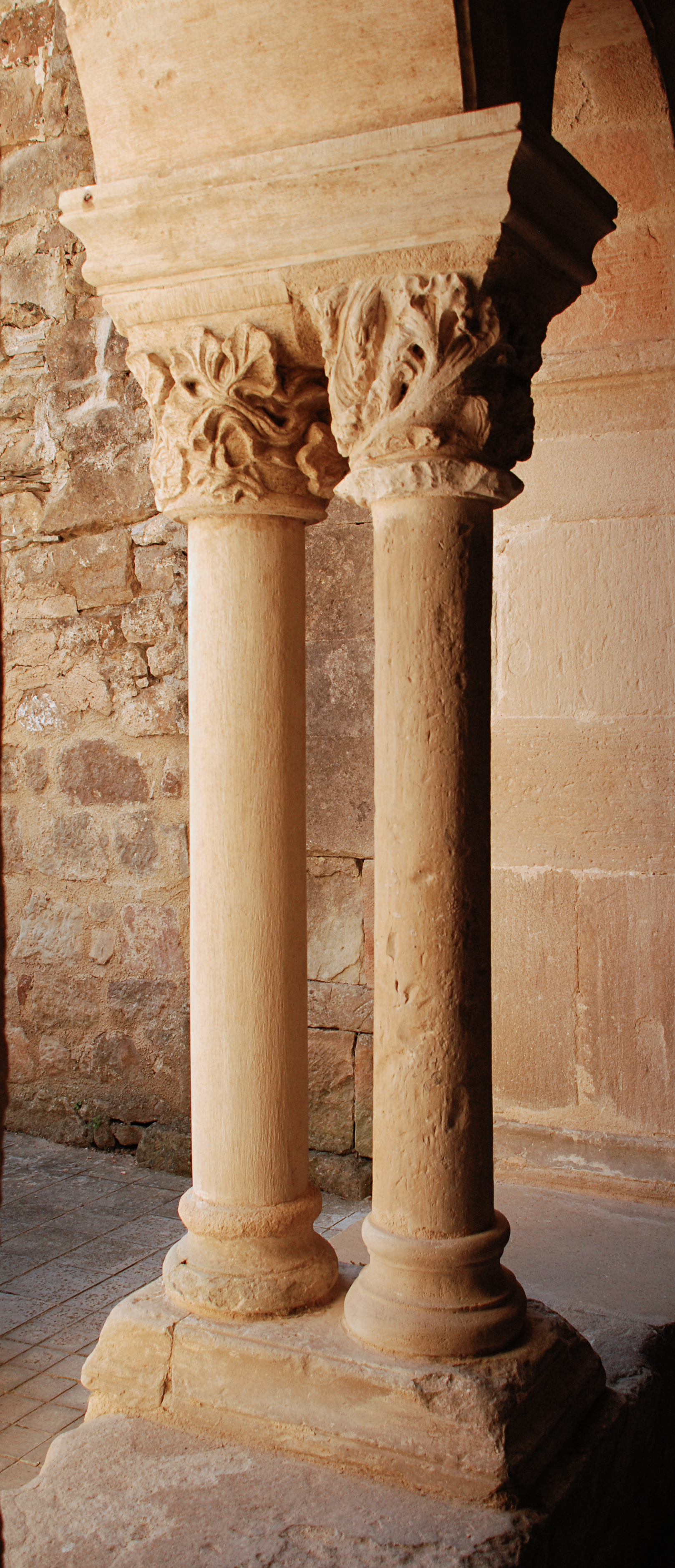
Colonnettes romanes de la galerie ouest.
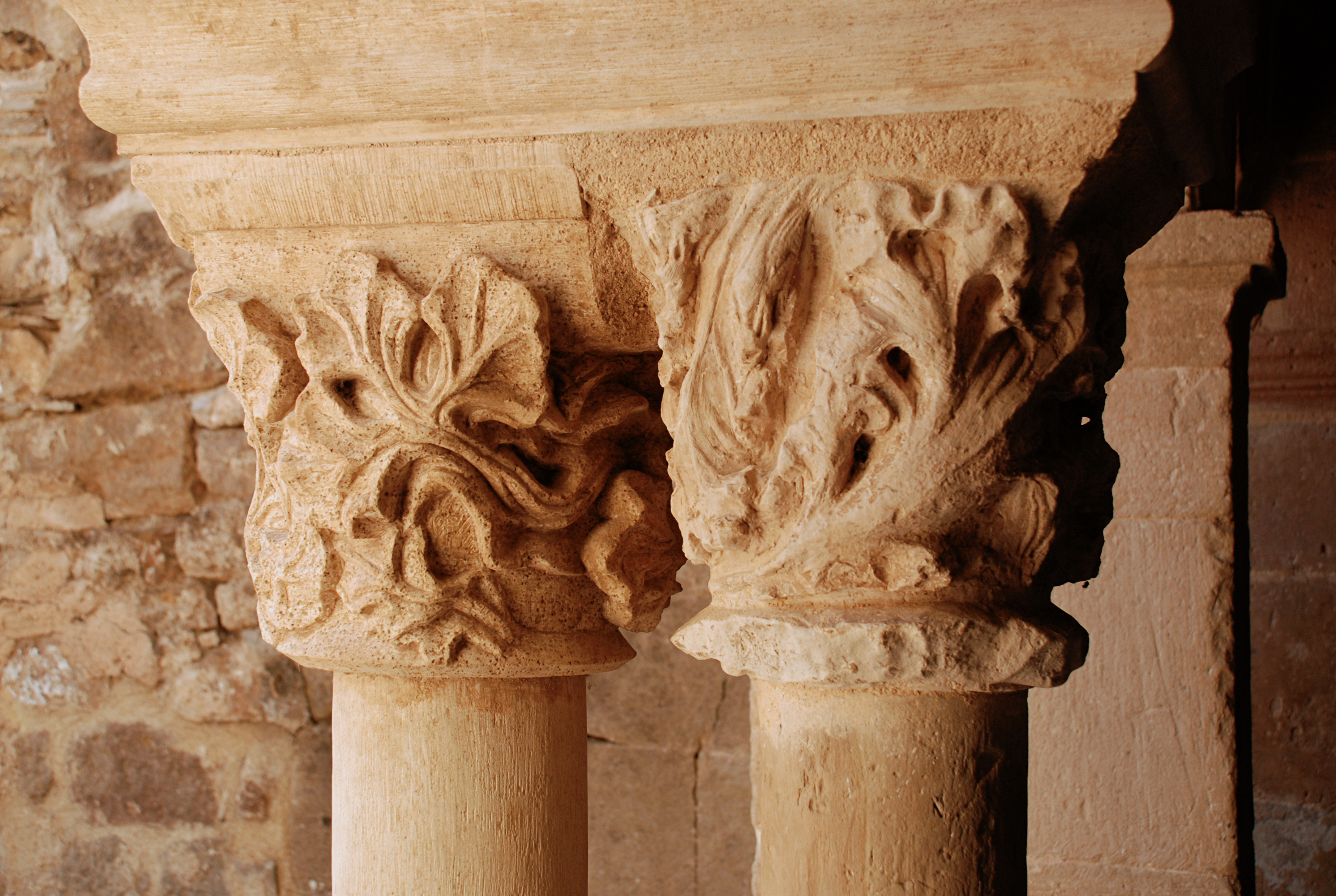
Chapiteaux romans de la galerie ouest.
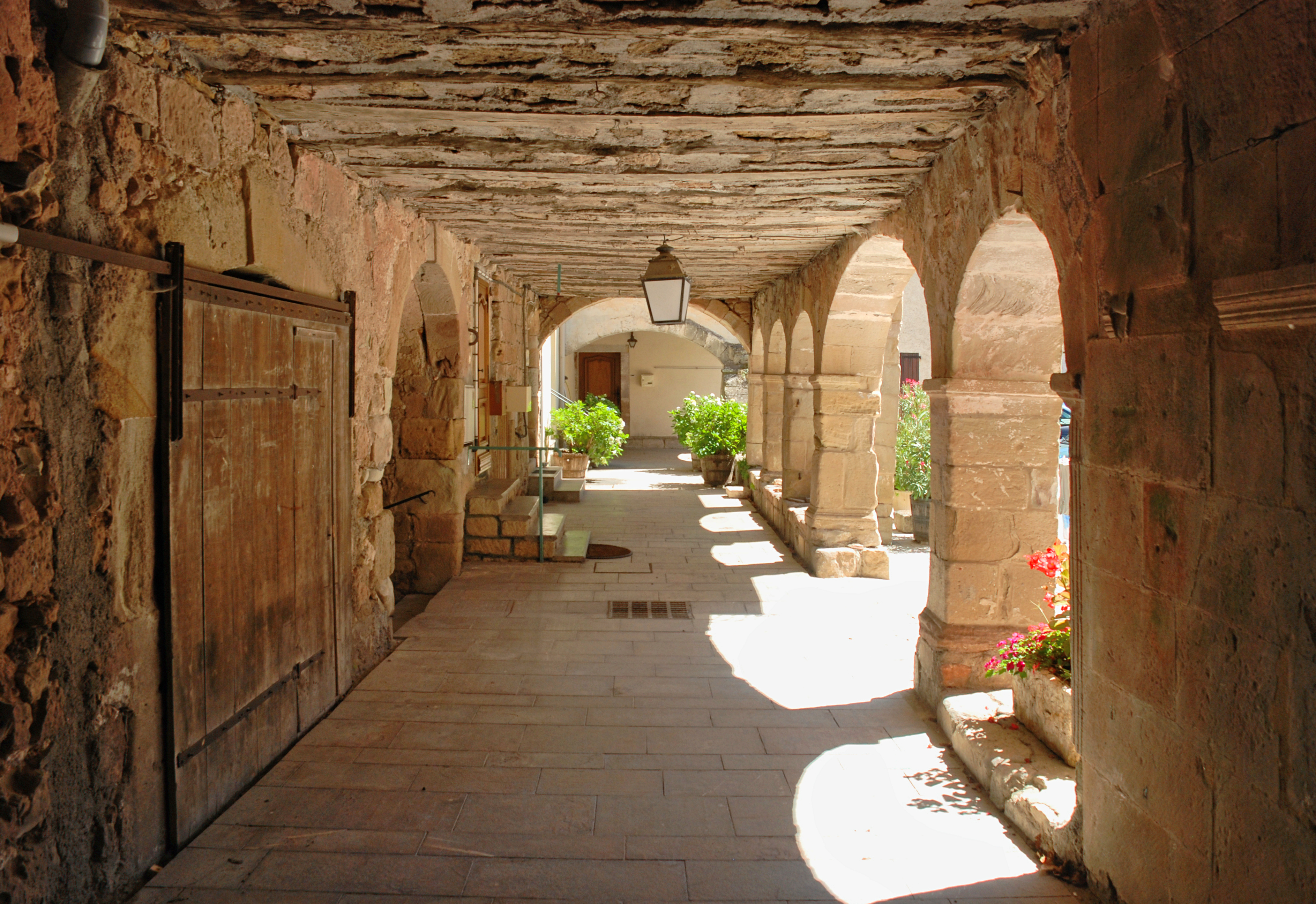
La galerie nord, de style classique.
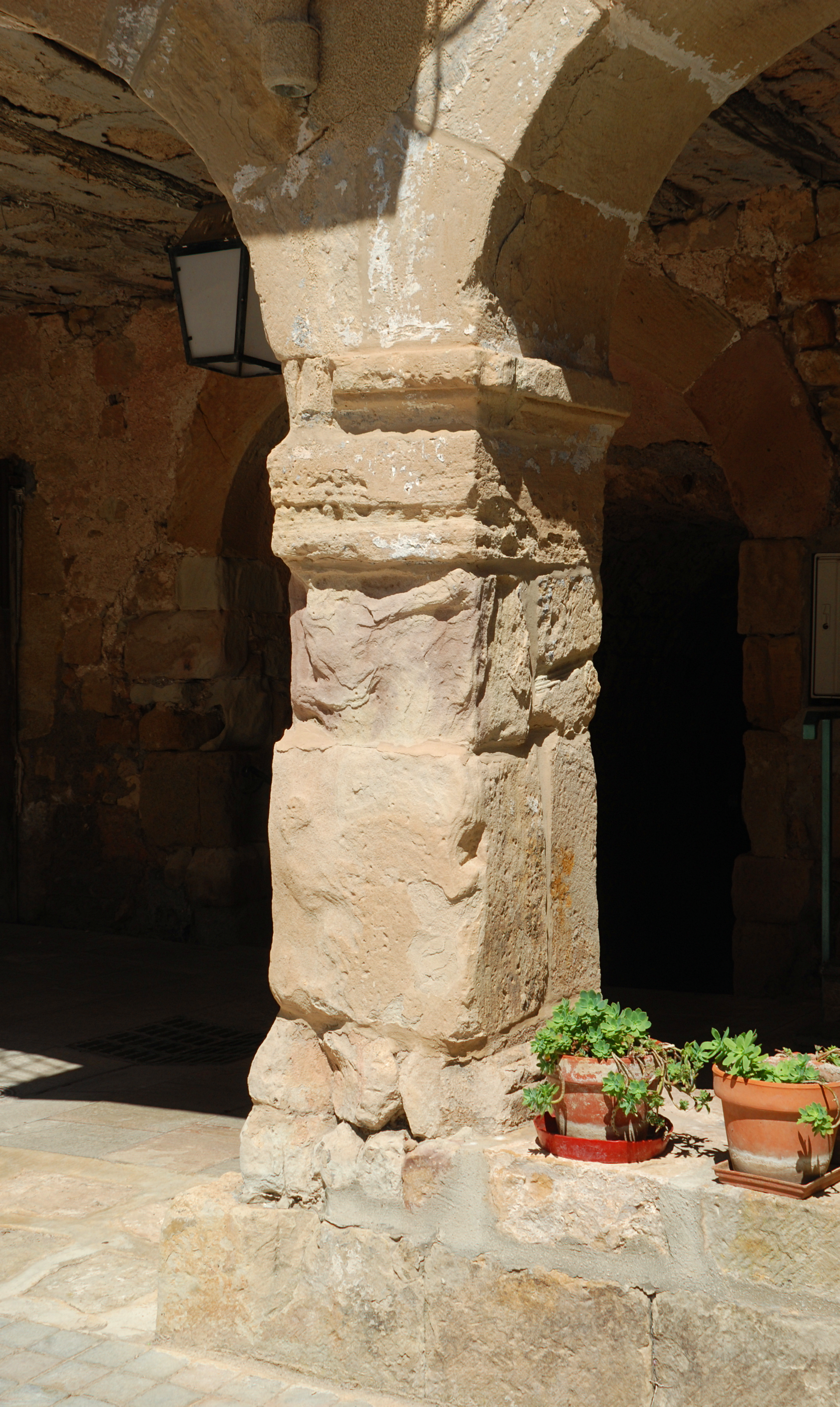
Pilier classique de la galerie nord.